# Adrián Paenza
Adrián Arnoldo Paenza (Buenos Aires, 9 de mayo de 1949) es un matemático, conductor de radio y televisión y profesor argentino en la Facultad de Ciencias Exactas y Naturales (UBA). En 2014, fue condecorado con el Premio Leelavati.

## Biografía
Nació en Buenos Aires en 1949 en el seno de una familia de clase media judía que lo fomentó siempre a que realizara diferentes actividades para encontrar sus intereses, como patinar sobre hielo o tocar el piano. Así se descubrió que Paenza tiene oído absoluto.
A la edad de 14 años comenzó la Facultad de Ciencias Exactas y Naturales de la Universidad de Buenos Aires, donde se recibió de Doctor en Matemática en 1979 y fue profesor asociado. A los 16 años tuvo su primer trabajo como periodista y ha recibido el Premio Martín Fierro al mejor programa periodístico en diversas ocasiones―.
En la editorial de Página/12 publicó Ciencia que ladra..., los cuatro tomos iniciales de la serie Matemática… ¿estás ahí?, que han sido un éxito de ventas en la Argentina, en otros países de Latinoamérica y también en Alemania y España, donde se han editado los dos primeros episodios. Asimismo, sus libros han sido publicados en Rusia, Italia, República Checa, Brasil y Portugal.

## Carrera
Su carrera periodística se inició en 1966, en La Oral Deportiva por Radio Rivadavia. La pasión por el deporte lo acercó al periodismo deportivo y su pasión por las matemáticas lo acercó a la ciencia. Entre 1986 y 1997 fue profesor asociado del departamento de matemáticas de esa institución. Ganador del Premio Konex en la categoría Periodismo Deportivo Audiovisual en 1997, ejerce el periodismo en diversos medios, y es conductor del programa Científicos Industria Argentina, galardonado con el Premio Martín Fierro en 2007, 2009 y 2011.
Fue integrante del equipo del famoso programa Sport 80 que emitía Radio Mitre ―junto con Víctor Hugo Morales, Marcelo Araujo, Néstor Ibarra, Fernando Niembro, Diego Bonadeo y Roberto Eguía, entre otros―. Comentó y relató fútbol por la señal de cable TyC Sports e introdujo en Argentina el básquetbol de la NBA a través de los programas semanales, primero con Lo mejor de la NBA (por Canal 9), segundo con La magia de la NBA (por Canal 13), tercero con Juntos con la NBA por (América TV), cuarto con NBA Top (por Canal 7 de Buenos Aires) y luego con NBA Total por Eleven Sports. También comentó partidos tanto de la Ligue 1 al lado de Juan Manuel Pons en los relatos como de los equipos argentinos en los torneos internacionales como la Copa Libertadores de América y la Copa Mercosur al lado de Arturo Allende en los relatos para la cadena de cable PSN en Latinoamérica 
Trabajó en las radios más importantes del país y en los cinco canales de aire de la Argentina. Fue redactor especial de varias revistas y colabora con tres diarios nacionales: Clarín, Página/12 y La Nación. Actualmente es columnista especial de Página/12.
En 1997 recibió el Diploma al Mérito Konex a Deportiva Audiovisual.
Condujo el programa Fútbol de Primera y participó como redactor de la revista Veintiuno. Fue columnista de Jorge Lanata en sus programas Día D y Detrás de las noticias. En 2002, debido al alejamiento televisivo de Lanata condujo Periodistas en el canal Canal 13, junto con sus compañeros Ernesto Tenembaum y Marcelo Zlotogwiazda.
En 2007 recibió el premio Konex de platino en el rubro «Divulgación científica».

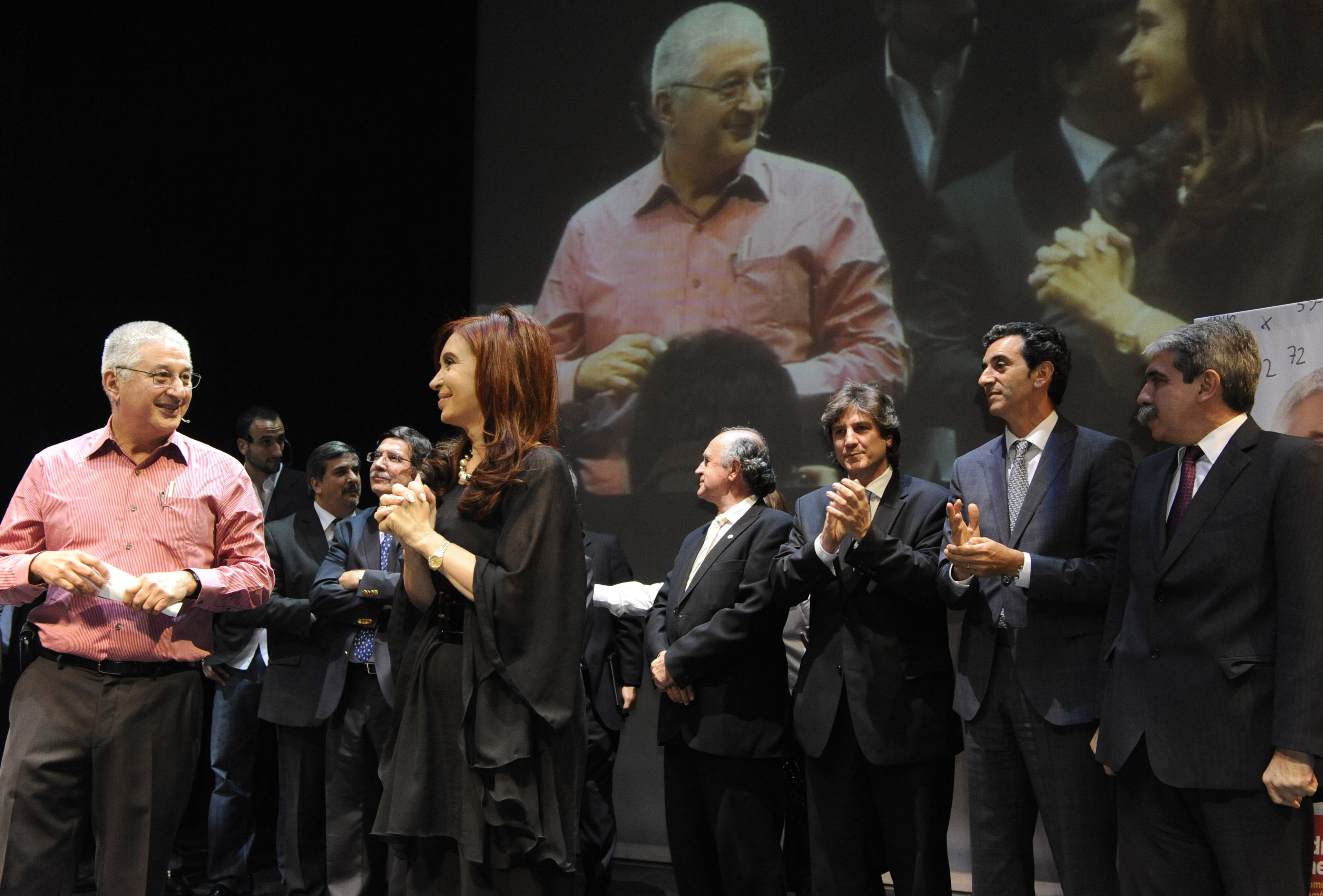
Adrián Paenza con la presidenta Cristina Fernández durante la presentación de un libro en el teatro Maipo.

En 2014 recibió el Premio Lilavati del ICM (Congreso Internacional de Matemáticos) por su labor en la divulgación de la matemática.
Desde hace 35 años, reside la mayor parte del tiempo en la ciudad de Chicago, Estados Unidos.
En 2019, trabaja como redactor en el portal periodístico Infobae.

## Obras literarias
- 1979: Propiedades de corrientes residuales en el caso de intersecciones no completas, tesis doctoral.

De la colección "Ciencia que ladra...":
- Matemática... ¿Estás ahí?, sobre números, personajes, problemas y curiosidades.
- Matemática... ¿Estás ahí? Episodio 2
- Matemática... ¿Estás ahí? Episodio 3.14, problemas, juegos y reflexiones sobre las matemáticas. Caen bajo su cordial charla el Nim, la teoría de juegos, la combinatoria, la Ley de Benford, los números primos y otras maravillas de los números, las figuras y el pensar.
- Matemática... ¿Estás ahí? Episodio 100, más historias sobre números, personajes, problemas, juegos, lógica y reflexiones sobre la matemática.
- Matemática... ¿Estás ahí? La vuelta al mundo en 34 problemas y 8 historias

Otros:
- ¿Cómo, ésto también es matemática?
- M4t3m471c4 para todos
- Matemagia
- La Puerta Equivocada
- Detectives, una invitación a develar 60 enigmas de la matemática recreativa.

## Premios
| Año  | Premios                          | Categoría                                  | Programa                           | Resultado |
| ---- | -------------------------------- | ------------------------------------------ | ---------------------------------- | --------- |
| 1997 | Premio Konex - Diploma al Mérito | Periodista Deportivo Audiovisual           | Trayectoria última década          | Ganador   |
| 2004 | Premios Martín Fierro            | Mejor Programa Cultural                    | Científicos Industria Argentina    | Ganador   |
| 2005 | Premios Martín Fierro            | Mejor Programa de Interés General          | Científicos Industria Argentina    | Nominado  |
| 2006 | Premios Martín Fierro            | Mejor Programa Periodístico                | Científicos Industria Argentina    | Nominado  |
| 2007 | Premio Konex de Platino          | Periodista de Divulgación Científica       | Trayectoria última década          | Ganador   |
| 2007 | Premios Martín Fierro            | Mejor Programa Periodístico                | Científicos Industria Argentina    | Ganador   |
| 2008 | Premios Martín Fierro            | Mejor Programa Cultural                    | Científicos Industria Argentina    | Nominado  |
| 2009 | Premios Martín Fierro            | Mejor Programa Periodístico                | Científicos Industria Argentina    | Ganador   |
| 2009 | Premios Martín Fierro de Cable   | Mejor Programa Cultural                    | Alterados por Pi                   | Nominado  |
| 2010 | Premios Martín Fierro de Cable   | Mejor Programa Cultural                    | Alterados por Pi 2                 | Nominado  |
| 2011 | Premios Martín Fierro            | Mejor Programa Cultural                    | Científicos Industria Argentina    | Ganador   |
| 2011 | Premios Martín Fierro de Cable   | Mejor Programa Cultural                    | Alterados por Pi 3                 | Nominado  |
| 2012 | Premios Martín Fierro            | Mejor Programa Cultural                    | Científicos Industria Argentina    | Nominado  |
| 2012 | Premios Martín Fierro de Cable   | Mejor Programa Cultural                    | Alterados por Pi 4                 | Nominado  |
| 2012 | Premios Martín Fierro de Cable   | Mejor Labor Periodística Deportiva         | Encuentro con la generación dorada | Nominado  |
| 2014 | Premio Lilavati del ICM          | Mejor Labor divulgación matemática mundial | Trayectoria                        | Ganador   |